# Тайна ордена
«Тайна ордена» (англ. The Order) — фильм 2001 года, главные роли в котором исполнили Жан-Клод Ван Дамм и Чарлтон Хестон.

## Сюжет
В 1099 году во времена Крестовых походов христианские воины прибывают в Иерусалим, где грабят и убивают местное население. Рыцарь Шарль Ле Веллан, впечатлённый ужасами войны, решает создать новый религиозный орден. Этот новый Орден примиряет, в равной мере, представителей трёх религий: христиан, евреев и мусульман. Как самопровозглашённый лидер и мессия, Шарль записывает священные тексты Ордена. Остальные христиане обвиняют Шарля в ереси и нападают на него и его учеников. Во время нападения последняя глава священной рукописи теряется в пустыне…
2000-е годы. Руди Кэфмейер (Жан-Клод Ван Дамм) — вор и контрабандист ценных исторических экспонатов. Руди удаётся проникнуть в здание высокой степени безопасности, где он крадёт Яйцо Фаберже, украшенное драгоценными камнями и произведённое явно для русских царей. Он украл яйцо из личной коллекции влиятельного босса русской мафии по наводке своего приятеля-сообщника из Одессы, но не смог получить за него деньги. Отец главного героя — Оззи, археолог и хранитель музея, обнаруживает те самые рукописи, которые были потеряны во время Крестовых походов. Рукописи разъясняют гармонию различия вероисповеданий. В рукописях есть также древняя карта Иерусалима, которая показывает местоположение мифического еврейского сокровища. Оззи едет в Израиль, где его похищают. Руди, который услышал о случившемся, едет в Иерусалим, чтобы спасти отца. Партнер Оскара, профессор Уолт Финли (Чарлтон Хестон), вручает Руди ключ к сейфу для хранения ценностей в банке в Восточном Иерусалиме. Израильский начальник полиции Бен Нер рассматривает прибытие Руди с враждебностью и предпринимает шаги, чтобы выслать Руди, но полицейский лейтенант Далия Барр рискует своей жизнью и карьерой, чтобы помочь ему. С её помощью Руди открывает сейф для хранения ценностей в банке и находит карту, которая показывает ряд туннелей и комнаты с сокровищами в подземельях Иерусалима. Но на пути к заветному кладу Руди и Далии также придётся разоблачить секретный заговор безумного главаря Ордена, стремящегося начать новую Священную войну и установить на Земле власть крови и террора.

## В ролях
| Актёр             | Роль                            |
| ----------------- | ------------------------------- |
| Жан-Клод Ван Дамм | Руди Кэфмейер / Шарль Ле Веллан |
| Чарлтон Хестон    | профессор Уолтер Финли          |
| София Милос       | лейтенант Далия Барр            |
| Брайан Томпсон    | Сайрус Якоб                     |
| Бен Кросс         | Бен Нер                         |
| Сассон Габай      | Юрий из Одессы                  |
| Вернон Добчефф    | Оскар Кафмайер                  |